# Angul
Angul – miasto w Indiach, w stanie Orisa. W 2011 roku liczyło 43 795 mieszkańców.